# Visser Blommaert en de Ossaert
Visser Blommaert en de Ossaert zijn hoofdpersonages uit een sage die onder meer wordt gelokaliseerd in Zeeland.

## Het verhaal
Visser Blommaert verdient geld met het smokkelen van zout naar Holland. Als het toezicht wordt verscherpt, gooit hij zijn netten uit. Hij bakt wat vissen en wordt 's nachts wakker van stemmen langs de dijk. Hij ziet dat de helft van zijn vissen verdwenen zijn en er is een afdruk van een grote natte grijpklauw in de houtskool in de haard. Hij denkt aan het versje over de Ossaert, wat zijn moeder hem ooit leerde. Griepke, griepke, grauw, zonder tand en zonder mouw. Hij is echter niet bang en de volgende dag bakt hij opnieuw wat vis en valt in slaap.
Als de klokkentoren van De Klinge elf slaat, komen er rimpelingen op het water. De klauw van de Ossaert grijpt door het rookgat en hij rolt de vissen om in de hete as. Blommaert heeft echter paardenmest onder de houtskool gegooid en hij hoort een harde plons, hij is blij dat hij de Ossaert te slim af is geweest. De volgende dag roeit hij naar de Stierkreek en als hij het net 's middags ophaalt, is het loodzwaar. De visser is opgewekt, hij heeft nog nooit zo'n grote vangst gehad. Maar het net ontglipt hem en zit bovendien vol paardenvijgen, de lach van de Ossaert schatert over het water.

## Achtergronden
- De Klinge grenst aan Clinge.